# فران کریپن
فران کریپن (به انگلیسی: Fran Crippen) (زادهٔ ۱۷ آوریل ۱۹۸۴) شناگر اهل ایالات متحده آمریکا است.